# Approbationsordnung
Approbationsordnungen (lateinisch approbatio „Billigung, Genehmigung“, veraltet: „Bestallung“) sind Rechtsverordnungen, die in Deutschland die Zulassung zu den akademischen Heilberufen Arzt, Zahnarzt, Tierarzt, Psychologischer Psychotherapeut, Kinder- und Jugendlichenpsychotherapeut und Apotheker regeln. Sie werden vom Bundesgesundheitsministerium auf Grundlage der entsprechenden Bundesgesetze erlassen und legen bundeseinheitlich die Ausbildung für den jeweiligen Beruf (u. a. Mindestdauer, Ablauf und Pflichtinhalte des Studiums und weiterer notwendiger Ausbildungsabschnitte), Bedingungen für staatliche Prüfungen und andere Voraussetzungen für die Erteilung und den Widerruf der Approbation fest.

## Humanmedizin

### Geschichte
Entwicklung der ärztlichen Ausbildung und Approbation:
- Einführung einer ärztlichen Prüfung durch den König Roger von Sizilien im Jahr 1140[2]
- Gewerbeordnung für den norddeutschen Bund 1869
- Reichsgewerbeordnung 1883
- Prüfungsordnung für Ärzte 1893
- Prüfungsordnung für Ärzte 1901 (mit Einführung des Medizinalpraktikantenjahres vor der ärztlichen Approbation[3])
- Bestallungsordnung 1939
- Bestallungsordnung für Ärzte 1953
- Bundesärzteordnung 1961[4]
- Approbationsordnung für Ärzte 1970
- Approbationsordnung für Ärzte 2002

Mit der Schaffung der Reichsärztekammer am 13. Dezember 1935 wurde die Bezeichnung „Approbation“ in der Zeit des Nationalsozialismus durch den Begriff „Bestallung“ ersetzt. Dieser Begriff galt bis zum Inkrafttreten der Bundesärzteordnung am 1. Januar 1970, in welcher der ursprüngliche Begriff Approbationsordnung wieder verwendet wurde. In der Bestallungsordnung für Ärzte vom 17. Juli 1939 schrieb die nationalsozialistische Regierung ein Studium von zehn Semestern, einen sechsmonatigen Krankenpflegedienst, einen sechswöchigen Fabrik- oder Landdienst und eine sechsmonatige Tätigkeit als Famulus vor. Auch die Bundesregierung erließ noch eine Bestallungsordnung für Ärzte (BO) vom 15. September 1953. Sie schrieb eine Ausbildung von elf Semestern an der Universität und eine zweijährige Zeit als Medizinalassistent vor. Die aktuelle Approbationsordnung stammt aus dem Jahr 2002.
Im Dezember 2011 teilte das Bundesgesundheitsministerium Änderungspläne mit. Diesen wurde am 11. Mai 2012 vom Bundesrat unter Auflagen zugestimmt, das neue Gesetz trat am 24. Juli 2012 in Kraft. Durch die Beschlüsse wurde das vorübergehend zweiteilige Examen aufgehoben und wieder ein dreiteiliges eingeführt. Seit April 2014 wird der neue zweite Abschnitt der „Ärztlichen Prüfung“ wieder vor dem „Praktischen Jahr“ durchgeführt. Der dritte Abschnitt, der mündlich-praktische Teil, folgt nach dem Praktischen Jahr.

### Aktueller Stand
Die Approbationsordnung für Ärzte (ÄApprO) wird vom Bundesministerium für Gesundheit auf der Basis der Bundesärzteordnung (BÄO) erlassen. Die Neufassung vom 27. Juni 2002 löste die Approbationsordnung für Ärzte vom 28. Oktober 1970 ab. Nach § 1 (Abs. 1) ist Ziel der ärztlichen Ausbildung „der wissenschaftlich und praktisch in der Medizin ausgebildete Arzt, der zur eigenverantwortlichen und selbständigen ärztlichen Berufsausübung, zur Weiterbildung und zu ständiger Fortbildung befähigt ist. Die Ausbildung soll grundlegende Kenntnisse, Fähigkeiten und Fertigkeiten in allen Fächern vermitteln, die für eine umfassende Gesundheitsversorgung der Bevölkerung erforderlich sind. Die Ausbildung zum Arzt wird auf wissenschaftlicher Grundlage und praxis- und patientenbezogen durchgeführt“.
Vorgeschrieben ist ein Studium der Medizin von sechs Jahren an einer Universität oder gleichgestellten Hochschule, wobei das letzte Jahr eine zusammenhängende praktische Ausbildung von 48 Wochen („Praktisches Jahr“ = PJ) einschließt. Zudem sind eine Ausbildung in Erster Hilfe, ein Krankenpflegedienst von drei Monaten und Famulaturen von vier Monaten Gesamtdauer zu leisten. Schließlich ist die Ärztliche Prüfung abzulegen, die seit 2012 wieder in drei Abschnitte aufgeteilt ist. Die Regelstudienzeit beträgt einschließlich der Prüfungen sechs Jahre und drei Monate.
Der erste Abschnitt der ärztlichen Prüfung nach einem Studium von zwei Jahren (früher: „ärztliche Vorprüfung“ oder „Physikum“) umfasst die Grundlagenfächer Physik und Physiologie, Chemie und Biochemie, Biologie und Anatomie, Medizinische Psychologie und Medizinsoziologie. Dem zweiten Abschnitt nach einem Studium von weiteren drei Jahren folgte das Praktische Jahr, danach folgt der dritte Abschnitt der Ärztlichen Prüfung. Nach Bestehen aller Abschnitte können die Absolventen ihre Approbation beantragen. Mit Wirkung vom 27. Juli 2004 ist die früher 18-monatige Pflichtzeit als Arzt im Praktikum (AiP) abgeschafft.

### Abweichung bei epidemischer Lage
Die Verordnung zur Abweichung von der Approbationsordnung für Ärzte bei einer epidemischen Lage von nationaler Tragweite trifft von der Approbationsordnung für Ärzte abweichende Regelungen zu den Zeitpunkten und Anforderungen an die Durchführung der einzelnen Abschnitte der Ärztlichen Prüfung und stellt sicher, dass den Studierenden infolge ihrer Mitwirkung in der Gesundheitsversorgung im Zusammenhang mit der von dem Deutschen Bundestag am 28. März 2020 festgestellten epidemischen Lage von nationaler Tragweite keine Nachteile für den Studienfortschritt entstehen.

## Zahnmedizin
Um 1950 wurden in Deutschland neue Approbationsordnungen für Zahnärzte eingeführt und die Berufsgruppe der Dentisten aufgelöst. Die Approbationsordnung für Zahnärzte und Zahnärztinnen regelt die zahnärztliche Ausbildung, die Prüfungsbestimmungen und die weiteren Voraussetzungen für die Erteilung der Approbation als Zahnarzt bzw. Zahnärztin. Danach umfasst die zahnärztliche Ausbildung ein Studium der Zahnheilkunde von zehn Semestern an einer wissenschaftlichen Hochschule, das sich aus einem vorklinischen Teil von vier Semestern und einem klinischen Teil von sechs Semestern zusammensetzt. Die Regelstudienzeit im Sinne des Hochschulrahmengesetzes beträgt einschließlich der Prüfungszeit für die zahnärztliche Prüfung zehn Semester und sechs Monate.
Am 1. Oktober 2020 trat die bislang letzte Neufassung als Approbationsordnung für Zahnärzte und Zahnärztinnen in Kraft.

### Neue Approbationsordnung 2019
Das Bundeskabinett hat am 2. August 2017 die Verordnung zur Neuregelung der zahnärztlichen Ausbildung zur Kenntnis genommen und damit den Weg für eine grundlegende Reform der Approbationsordnung für Zahnärzte freigemacht. Sie wurde dem Bundesrat zugeleitet, der diesem Vorhaben zustimmte, woraufhin die Verordnung im Juli 2019 in Kraft trat.
Das Studium gliedert sich in einen vorklinischen Studienabschnitt von vier Semestern, in dem das medizinische und das zahnmedizinische Grundlagenwissen vermittelt werden, und in einen klinischen Studienabschnitt von sechs Semestern für die praktische Ausbildung. Die Studiengänge Zahnmedizin und Medizin wurden in den ersten Semestern angeglichen und der klinische Studienabschnitt wird durch mehr medizinische Unterrichtsveranstaltungen ergänzt. Dadurch werden Allgemeinerkrankungen künftig besser in der zahnmedizinischen Ausbildung abgebildet. Zahnmedizinische Befunde können als Früh-, Leit- und Begleitsymptome Hinweise für die Diagnostik und Therapie einer Allgemeinerkrankung geben. Umgekehrt haben allgemeinmedizinische Erkrankungen und deren Therapie Einfluss auf die zahnärztliche Behandlung.
Mit der neue Approbationsordnung werden im Sinne des Präventionsgedankens die Schwerpunkte Vorsorge und Zahnerhaltung besser und frühzeitig in die Ausbildung einbezogen. Durch die Einführung des Querschnittsbereichs „Wissenschaftliches Arbeiten“ mit den Schwerpunkten medizinische Biometrie, medizinische Informatik, Literaturrecherche und -bewertung und evidenzbasierte Medizin, werden die Fähigkeiten der Studentinnen und Studenten zum wissenschaftlichen Arbeiten gestärkt. Außerdem ist das Studium fächerübergreifend und problemorientiert ausgerichtet und wird damit den Ansprüchen an eine moderne und interdisziplinäre Lehre gerecht. Verbessert wurde das Betreuungsverhältnis von Lehrenden zu Studierenden bei der praktischen Ausbildung. Die Betreuungsrelation Lehrender zu Studierenden wird im so genannten Phantomkurs von bisher 1 : 20 auf 1 : 15 und beim Unterricht am Patienten von bisher 1 : 6 auf 1 : 3 verbessert.
- das Zahnmedizinstudium wird wie bisher fünf Jahre an der Universität gelehrt
- es wird unterteilt in vier Semester naturwissenschaftliche und theoretische Grundlagen sowie zahnmedizinische (nicht zahntechnische) Propädeutik – analog zum Medizinstudium
- gefolgt von zwei Semestern mit medizinisch-theoretischen und klinischen Grundlagenfächern und zahnmedizin-medizinischen Behandlungssimulationskursen (am „Phantom“)
- gefolgt von vier Semestern integrierten klinisch zahnmedizinischen Unterrichts
- eine Ausbildung in erster Hilfe
- ein einmonatiger Krankenpflegedienst und
- eine vierwöchige Famulatur.

Durch die Neuordnung der Approbationsordnung ist für die Länderverwaltung mit einer jährlichen Mehrbelastung von 5,6 Millionen Euro sowie mit einer einmaligen Belastung von 8 Millionen Euro zu rechnen.

### Kritik des Wissenschaftsrates an der alten Approbationsordnung für Zahnärzte
Im Jahr 2005 hat der Wissenschaftsrat die aktuelle Approbationsordnung für Zahnärzte aus dem Jahre 1955 als stark veraltet eingestuft und eine „grundlegende Neuausrichtung“ empfohlen, um der „fachlichen Weiterentwicklung“ und „den Anforderungen an eine moderne und interdisziplinär ausgerichtete Lehre Rechnung“ zu tragen.
In der in Arbeit befindlichen Approbationsordnung wird die Zahnmedizin, wie vom Wissenschaftsrat gefordert, an die Humanmedizin angenähert, damit mehr medizinische Aspekte ins Studium einfließen.

## Psychotherapie
Die Voraussetzung zur Erlangung der psychotherapeutischen Fachkunde ist eine erfolgreich abgeschlossene postgraduale Ausbildung auf fachärztlichem Niveau. Zugang erhalten Psychologen (Psychologischer Psychotherapeut, Kinder- und Jugendlichenpsychotherapeut), für den Bereich der Kinder- und Jugendlichenpsychotherapie ebenso (Sozial-)Pädagogen sowie approbierte Humanmediziner (Ärztlicher Psychotherapeut). Im Gegensatz zu den anderen akademischen Heilberufen erfolgt die Verleihung der Approbation für Psychologische Psychotherapeuten und Kinder- und Jugendlichenpsychotherapeuten nicht im Anschluss an das grundlegende Studium, sondern erst nach der Absolvierung der postgradualen Ausbildung, die mit einem Staatsexamen endet. Neben der eigenständigen Ausübung der Heilkunde ist hiernach ein Eintrag ins Arztregister der Kassenärztlichen Vereinigungen und damit die Abrechnung mit den gesetzlichen Krankenkassen möglich.
Die Approbation für Psychologische Psychotherapeuten sowie Kinder- und Jugendlichenpsychotherapeuten wird in § 2 des 1999 in Kraft getretenen Psychotherapeutengesetzes geregelt. Sie setzt ein mit Diplom oder Master abgeschlossenes Studium der Psychologie, eine Ausbildung in einem „wissenschaftlich anerkannten“ psychotherapeutischen Verfahren sowie die Staatsangehörigkeit eines Mitgliedstaates der Europäischen Union oder eines anderen Vertragsstaates des Abkommens über den Europäischen Wirtschaftsraum oder heimatloser Ausländer im Sinne des Gesetzes über die Rechtsstellung heimatloser Ausländer voraus. Für den Kinder- und Jugendlichenpsychotherapeuten wird neben dem abgeschlossenen Studium der Psychologie auch das der Pädagogik und Sozialpädagogik zugelassen.

### Novellierung der Approbationsordnung
Im Zuge der Novellierung des Psychotherapeutengesetzes ist auch die Neuorganisation der Psychotherapieausbildung im Gange. Die Reform soll in der anstehenden Legislaturperiode im Rahmen eines Gesetzgebungsverfahrens umgesetzt werden. Geplant ist ein Approbationsstudium, das sich in Aufbau und Struktur am Studium der Humanmedizin orientiert. Dieses soll die bisherige zweigliedrige Ausbildung ersetzen. Die bestehenden Ausbildungs- und Prüfungsordnungen sollen in einer gemeinsamen Approbationsordnung aufgehen. Auch approbierten Ärzten soll bei dieser Novellierung der Zugang zur Psychotherapieausbildung weiter offenstehen, approbierte Psychotherapeuten sollen sich im Anschluss an ihre Approbation für eine Spezialisierung auf ein Fachgebiet bzw. ein Psychotherapie-Verfahren analog zum Facharzt weiterbilden können.

## Veterinärmedizin
Die neugefasste Verordnung zur Approbation von Tierärztinnen und Tierärzten (TAppV) vom 27. Juli 2006 (BGBl. 2006, Teil I, Seiten 1827 ff.) ist am 1. Oktober 2006 in Kraft getreten. Sie löst die tierärztliche Approbationsordnung (TAppO) vom 10. November 1999 ab (§ 69 Abs. 2 TAppV).
Die Regelstudienzeit beträgt fünfeinhalb Jahre und umfasst damit 11 Semester.
Das Studium ist in Abschnitte gegliedert. Die ersten vier „vorklinischen“ Semester beinhalten die Tierärztliche Vorprüfung. Diese wird traditionell in das „Vorphysikum“, in dem im ersten und zweiten Semester Physik, Chemie, Zoologie und Botanik geprüft werden, und in das „Physikum“, in dem im dritten und vierten Semester Anatomie, Histologie und Embryologie, Biochemie, Physiologie sowie Tierzucht und Genetik geprüft werden, unterteilt. Der Zeitpunkt der Prüfungen unterscheidet sich zwischen den Universitäten. Mit bestandenem Physikum wird der Student zum Kandidaten der Veterinärmedizin.
Nach insgesamt mindestens fünf absolvierten Semestern kann die Tierärztliche Prüfung begonnen werden. Darin werden in mehreren Prüfungsblöcken vom 5. bis 11. Semester die Fächer
- Allgemeine Pathologie und Spezielle pathologische Anatomie und Histologie
- Arzneimittelrecht und Betäubungsmittelrecht
- Bakteriologie und Mykologie
- Chirurgie und Anästhesiologie
- Fleischhygiene
- Geflügelkrankheiten
- Gerichtliche Veterinärmedizin, Berufs- und Standesrecht
- Innere Medizin
- klinische Propädeutik
- Lebensmittelkunde einschließlich Lebensmittelhygiene
- Milchkunde
- Parasitologie
- Pharmakologie und Toxikologie
- Radiologie (wird aus dem Physikum nach TAppO anerkannt)
- Reproduktionsmedizin
- Tierernährung
- Tierhaltung und Tierhygiene
- Tierschutz und Ethologie
- Tierseuchenbekämpfung und Infektionsepidemiologie
- Virologie

geprüft. Die Verteilung der Prüfungsfächer und die Anzahl der Prüfungsblöcke variiert zwischen den Universitäten.
Mit dem sechsten Prüfungsblock des „Tierärztlichen Prüfung“ endet das Studium. Für die Zulassung zum letzten Prüfungsblock müssen mehrere Praktika nachgewiesen werden: ein vierwöchiges Praktikum in einer kurativen Praxis, ein dreiwöchiges Praktikum im Schlachthof, eine zweiwöchige Ausbildung für Hygienekontrolle und Lebensmittelüberwachung in einer dafür zuständigen Behörde, ein zweiwöchiges Praktikum im öffentlichen Veterinärwesen und ein Wahlpraktikum von 16 Wochen Dauer.
Nach Abschluss des dritten Teils der „Tierärztlichen Prüfung“ kann der Prüfling die Approbation beantragen und ist nach Erteilung berechtigt, sich Tierarzt zu nennen und als Tierarzt zu arbeiten. Dem Studium können sich eine Promotion und weitere postgraduelle Ausbildungen (Fachtierarzt, Diplomate of the European College) anschließen.

## Pharmazie
Die Approbationsordnung für Apotheker (AAppO) wird auf Grundlage der Bundes-Apothekerordnung vom Bundesgesundheitsministerium erlassen, die letzte Änderung erfolgte am 6. Dezember 2011. Für angehende Apotheker sieht sie ein Universitätsstudium der Pharmazie von mindestens vier Jahren vor. Die Regelstudienzeit beträgt acht Fachsemester.
Nach vier Semestern erfolgt der so genannte „Erste Abschnitt der Pharmazeutischen Prüfung“ (1. Staatsexamen). Er besteht aus vier Prüfungen in den Fächern Allgemeine, anorganische und organische Chemie, Grundlagen der Pharmazeutischen Biologie, Physik, Physikalische Chemie und Arzneiformenlehre, sowie Pharmazeutische Analytik. Die Prüfungsfragen werden bundeseinheitlich vom Institut für medizinische und pharmazeutische Prüfungsfragen (IMPP) in Mainz gestellt und folgen dem Multiple-Choice-Verfahren, sind also schriftlich.
Nach dem achten Fachsemester folgt der Zweite Abschnitt der Pharmazeutischen Prüfung (2. Staatsexamen), bestehend aus fünf mündlichen Prüfungen. Die Fächer sind Pharmazeutische Chemie, Pharmazeutische Biologie, Pharmazeutische Technologie, Pharmakologie und Toxikologie und Klinische Pharmazie. Dieser Prüfungszyklus beendet das Universitätsstudium und berechtigt zum Anfertigen einer Dissertation.
Um die Approbation als Apotheker zu erhalten, muss allerdings noch ein Praktisches Jahr absolviert werden, welches in zwei Hälften unterteilt werden kann. Mindestens ein halbes Jahr muss in einer öffentlichen Apotheke abgeleistet werden. Die restliche Zeit, mindestens aber drei Monate, kann in einer zur pharmazeutischen Ausbildung zugelassenen Institution absolviert werden. Dies kann in einem Unternehmen der pharmazeutischen Industrie, in einer Krankenhaus- oder Bundeswehrapotheke, an einem wissenschaftlichen Institut, z. B. einer Universität (auch zum Anfertigen einer Diplomarbeit), oder aber erneut in einer öffentlichen Apotheke geschehen. Während dieser Zeit muss man für mehrere Wochen (die genaue Dauer ist abhängig vom Bundesland, in dem man die Prüfung ablegt) an von den Landesapothekerkammern organisierten Begleitenden Unterrichtsveranstaltungen teilnehmen, in denen man eine theoretische Ausbildung in den Fächern Pharmazeutische Praxis und Spezielle Rechtsgebiete für Apotheker erhält.
Nach diesem praktischen Jahr erfolgt der dritte Abschnitt der Pharmazeutischen Prüfung (3. Staatsexamen). Dieser besteht aus einer mündlichen Prüfung in den Fächern Pharmazeutische Praxis und Spezielle Rechtsgebiete für Apotheker (§ 19 in Verbindung mit Anlage 15 zu § 19 Abs. 3 AAppO). Wurde diese Prüfung erfolgreich abgelegt, kann dem Antrag auf Erteilung der Approbation, der mit Abgabe aller benötigten Unterlagen schon vor der Prüfung gestellt werden kann, entsprochen werden. In diesem Fall erhält man mit Wirkung des auf die Prüfung folgenden Tages die Approbation als Apotheker zugesprochen und darf fortan diese Berufsbezeichnung führen.

## Vergleich mit anderen Ländern
In der EU wird die Vergabe der ärztlichen Approbation sehr unterschiedlich geregelt. Die meisten EU-Mitgliedstaaten (und viele außereuropäische Staaten) erteilen diese Approbation direkt nach dem Studium. Gleichwohl gibt es Länder, wie England oder Schweden, wo die Approbation erst nach einer postpromotionellen Ausbildung (vergleichbar mit dem früheren AiP) erteilt wird. In Österreich, Frankreich und der Schweiz wird die Berufsberechtigung erst nach einer Facharztausbildung erteilt. Für Psychotherapie ist die Situation in anderen Ländern teilweise nicht mit Deutschland vergleichbar.